# 施坦察赫
施坦察赫是奥地利蒂罗尔州罗伊特县的一个市镇。总面积31.85平方公里，总人口408人，人口密度12.8人/平方公里（2005年）。